# Santuario di Santa Maria a Castello
Il santuario della Madonna del Castello, più noto come “Santa Maria a Castello”, è un eremo che sorge sull'omonimo colle situato a Formicola in provincia di Caserta.

## Storia
Fino al IX secolo d.C. esisteva un piccolo villaggio di origine longobarda denominato Castello o Castiello in posizione poco più a sud della frazione di Cavallari. Nel IX secolo, il villaggio venne distrutto da un terremoto insieme ad un altro borgo, Calciano.
In seguito a quel terremoto, gli abitanti di Castello scesero a valle e si insediarono dove attualmente sorge la frazione di Lautoni, conosciuta ancora come “ai Castellani”, mentre gli abitanti di Calciano fondarono la frazione di Medici.
Intorno al X secolo si diffusero in tutta la penisola italiana i Santuari mariani, dedicati alla Madonna in seguito a miracoli, apparizioni o alla comparsa di un'icona portata dai monaci provenienti dall'oriente e che fuggivano dall'iconoclastia.

La storia della costruzione della cappella sottostante al santuario si collega alla Leggenda del lupo mentre la nascita dell'eremo non è databile in base ai documenti. Il primo cenno si ha nelle Rationes decimarum Italiae dell'anno 1326 dove è registrata come Sancta Maria de castro per il tributo del 10% del reddito annuo.
Altri dati in merito al santuario si hanno nella prima metà del XIV secolo in seguito all'arrivo della congregazione verginiana. Lo stesso Giovanni Mongelli, storico dell'Ordine dichiara la preesistenza dell'eremo prima del 1360-1361, anno dell'arrivo dei monaci Verginiani, mentre la tradizione sostiene che la costruzione dell'intero complesso del santuario sia riconducibile ai monaci Verginiani per ricongiungere la costruzione dell'edificio a San Guglielmo e al suo Ordine.
Con la fine del regime feudale, nel 1807, i Verginiani, non avendo più mezzi di sussistenza, abbandonarono l'eremo e altre due chiese (la chiesa dello Spirito Santo e Santa Maria della Pietà) che vennero chiuse al culto e riaperte in seguito, il 27 aprile 1807, da un decreto di Gioacchino Murat.
Il santuario fu gestito dal Comune di Formicola che nominò, per la parte della gestione amministrativa, i rettori:
- Nicola Caputo
- Pasquale Anzoino fino al 1858
- Giovanni Anzoino fino al 1889

Il 19 giugno 1890 Mons. Raffaele Denise, vescovo di Caiazzo, nominò come rettore Don Pasquale Fusco. I rettori più rilevanti nella storia del santuario furono:
- Don Pasquale Fusco, fino alla sua morte il 31 dicembre 1923
- Don Eduardo Arbitrali fino all'8 aprile 1947
- Don Andrea Rivezzi dal 26 giugno 1947

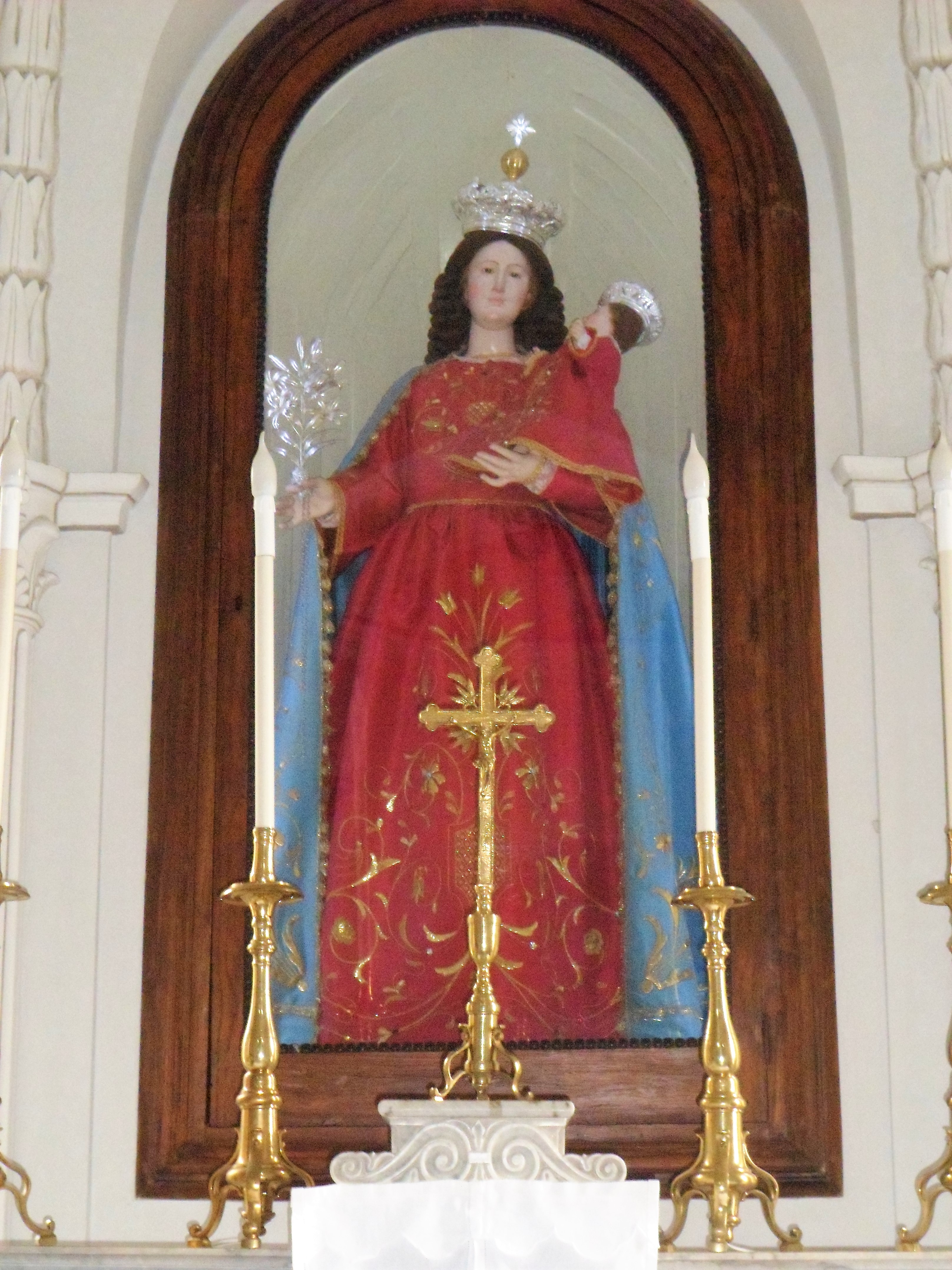
Statua che rappresenta Maria Santissima del Castello con il Bambino

## Leggenda del lupo
Questa leggenda collega i fatti del IX secolo accaduti alla popolazione di Castello e Calciano con la costruzione dell'attuale santuario. La leggenda narra di una donna, abitante della nuova frazione di Lautoni, che salì sul monte del Castello (chiamato così per via di una fortezza costruita all'inizio del Medioevo) per prendere la legna. La donna aveva portato con sé il figlio neonato e arrivata in cima lo depose vicino ad una roccia per ripararlo dal vento. Al termine della sua mansione tornò alla roccia dove vide un lupo azzannare le fasce che avvolgevano il bambino e lo portò via con sé.

Secondo la leggenda, la donna pregò la Madonna e le promise che se le avesse fatto ritrovare il figlio le avrebbe costruito una cappella.

Mentre cercava il lupo le apparve la Madonna che teneva il bambino e glielo restituì sano e salvo. La madre, tornata in paese, raccontò ai compaesani l'accaduto e insieme edificarono una cappella nel luogo dove le era apparsa la Madonna.

## Il santuario

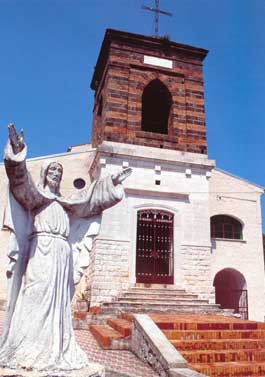
Foto del santuario prima della rimozione della statua rappresentante Gesù

Il santuario di Santa Maria a Castello è suddiviso in due costruzioni:
- L'eremo, edificato probabilmente nel XIII secolo
- La cappella, costruita tra il IX e il X secolo

### La cappella

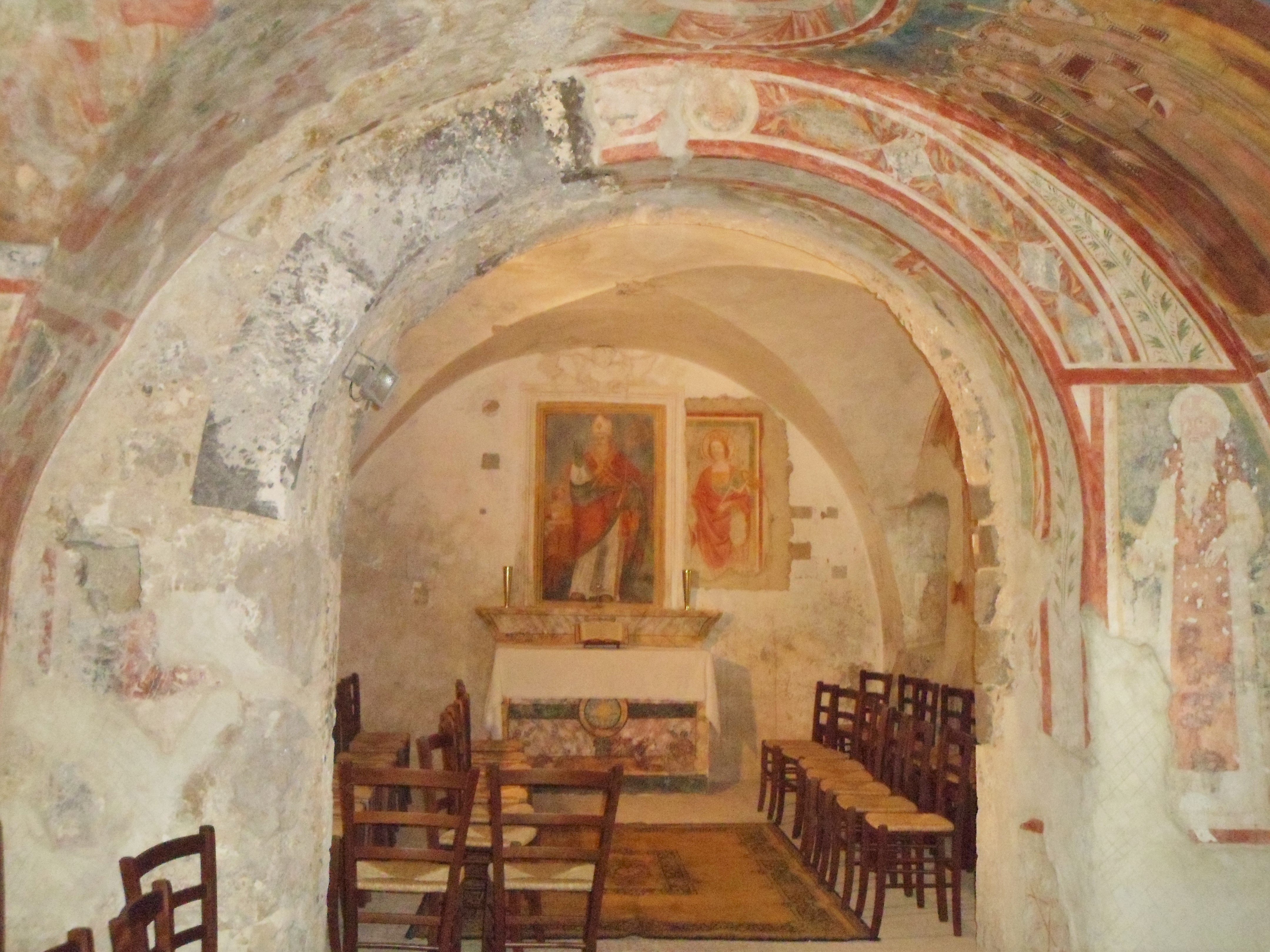
Antica cappella sottostante il santuario

La cappella sottostante al santuario viene identificata come la cappella che la madre del bambino costruì, con l'aiuto dei compaesani, in onore della Madonna.

La sua costruzione risale tra il IX e il X secolo. La struttura è composta da due cappelle comunicanti separate da un arco a tutto sesto ed entrambe presentano una volta a crociera. La parte più antica risulta essere quella più interna, mentre la seconda venne edificata per accrescerne le capacità.
Le misure complessive della struttura sono di 10,49 m di lunghezza (5,22 m della prima cappella + 5,27 m della seconda) e 4,60m di larghezza.

Ad oggi la costruzione è intatta dal punto di vista architettonico mentre dal punto di vista decorativo molti affreschi si sono deteriorati ed in alcuni casi risultano quasi illeggibili.

### L'eremo

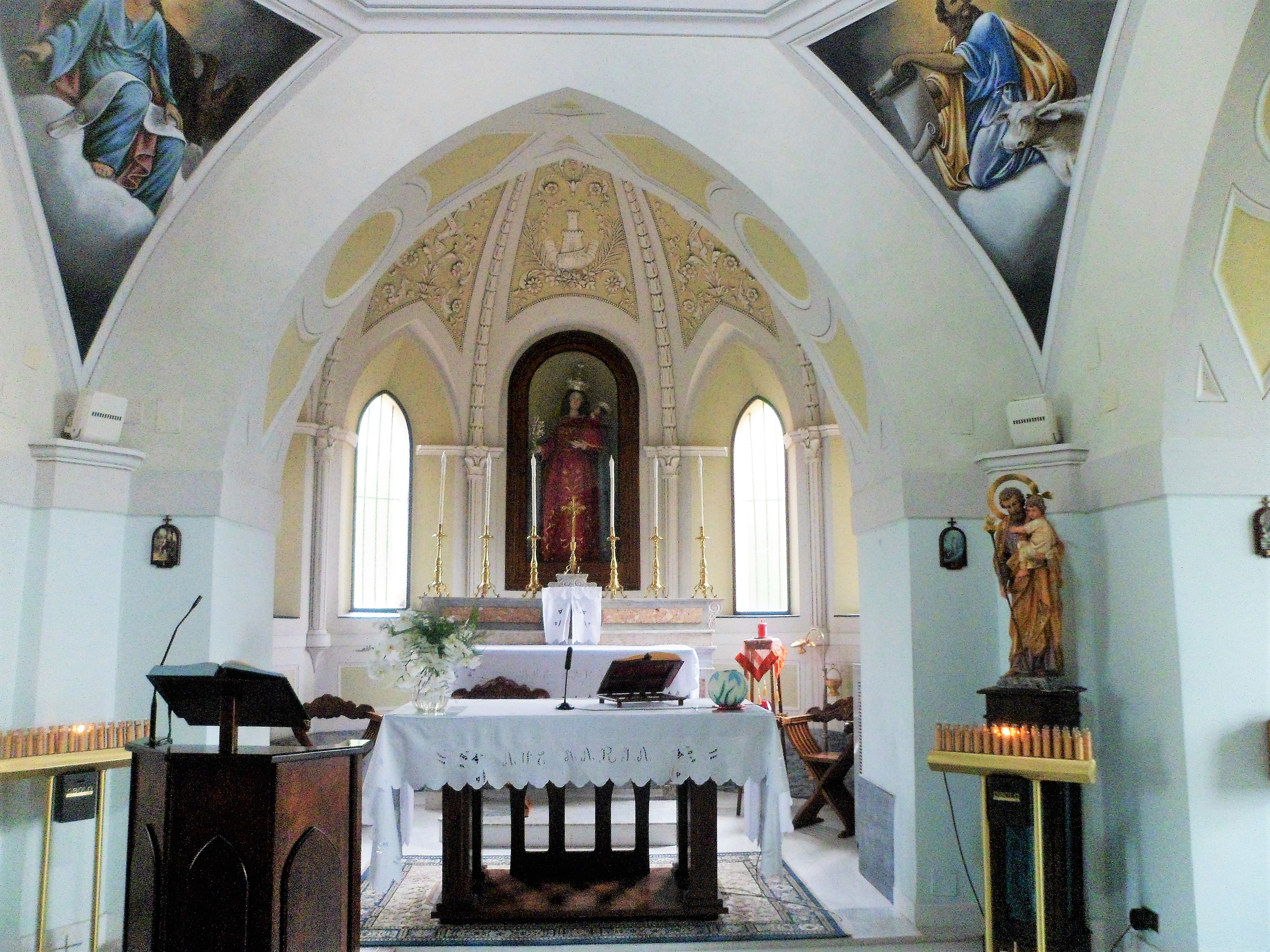
Interno del santuario di Santa Maria a Castello

Sulla costruzione dell'eremo non si hanno dati storici sicuri oltre quelli citati nelle Rationes decimarum Italiae.
Nell'archivio della Badia di Montevergine si trova una serie di documenti datati 1361 nei quali si sostiene che la chiesa e l'eremo di Santa Maria del Castello fossero beneficiari di donazioni da parte della popolazione di Formicola e di altri paesi, quindi gli edifici risultano già esistenti a quella data. Il tutto fu amministrato da Riccardo Anglico che, secondo questi documenti, fu eremita al santuario ed, in seguito, aderì alla congregazione verginiana diventando priore del santuario di Santa Maria del Castello.
Hanno importante rilievo in proposito dell'eremo tre rettori, Don Pasquale Fusco, Don Eduardo Arbitrali e Don Andrea Rivezzi, i quali, durante le loro cariche, apportarono modifiche agli edifici.
Il primo, infatti, commissionò l'ampliamento e la ristrutturazione dell'eremo, la costruzione della cupola e le decorazioni interne. Fece inoltre costruire la torre campanaria e una zona, annessa all'eremo, nella quale potesse alloggiare il rettore. Nel 1905, con l'aiuto di Mons. Federico De Martino, richiese di incoronare la statua della Madonna con il Bambino e ciò avvenne nel 1907. All'incoronazione dell'Immagine della Vergine viene ricollegata una leggenda, L'orfana e l'Incoronata.

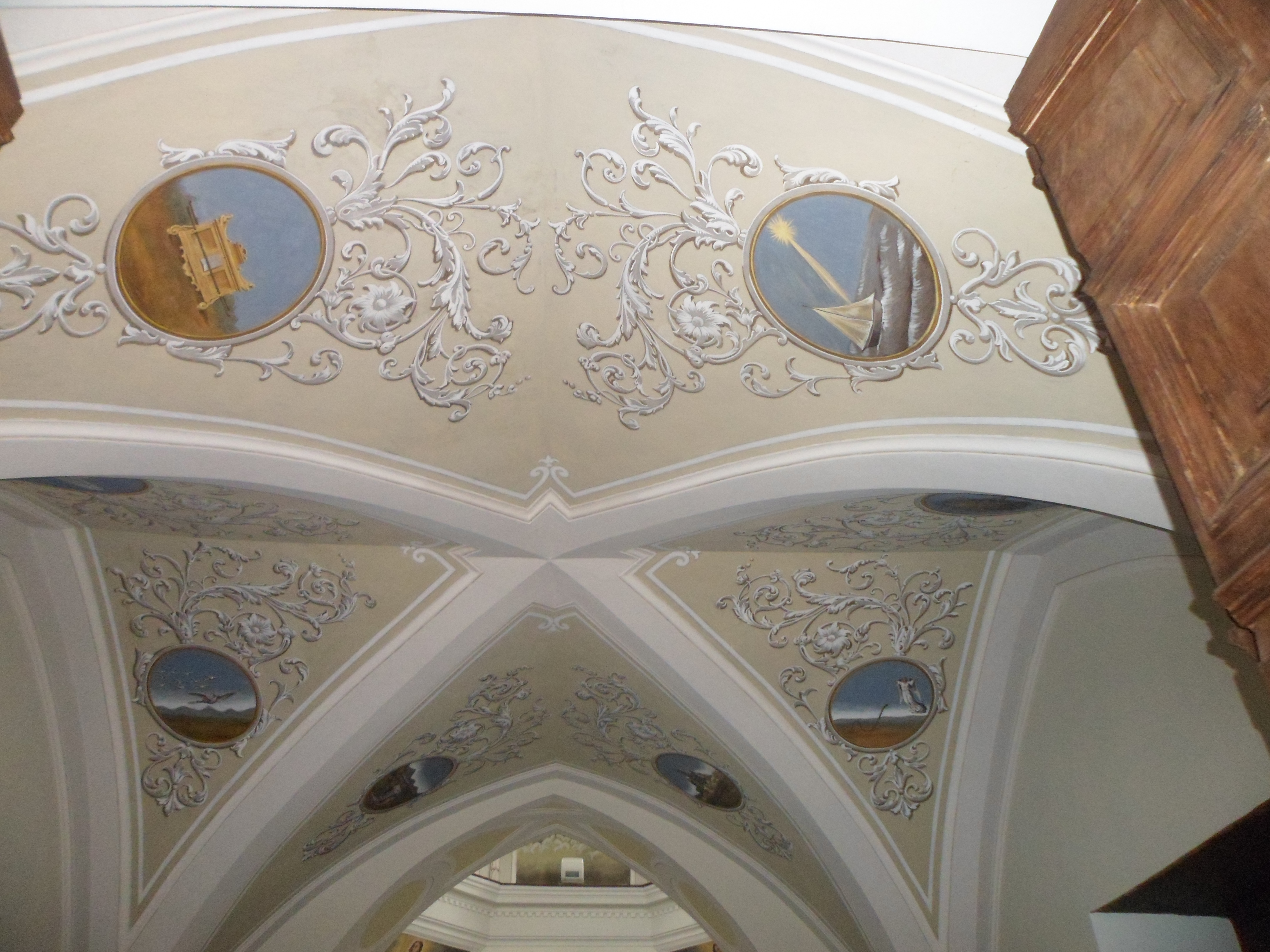
Dettaglio del soffitto all'interno dell'eremo

Don Arbitrali, dopo la morte del suo predecessore, completò la costruzione degli alloggi e fece costruire quattordici Stazioni della Via Crucis sulla strada che collega il santuario con il paese di Formicola. Durante il suo rettorato, l'11 ottobre 1943, i tedeschi in fuga diedero fuoco alcune abitazioni tra cui quella di Don Arbitrali. Nell'incendio bruciarono molti oggetti del santuario e le due coronone d'oro.
Don Rivezzi recuperò l'oro bruciato e lo rifuse per ricreare le due corone che furono risistemate sul capo della Vergine e del Bambino il 1º agosto 1948.
Don Rivezzi fece inoltre ottenere personalità giuridica al santuario e acquistò la montagna dove sorge Santa Maria a Castello.

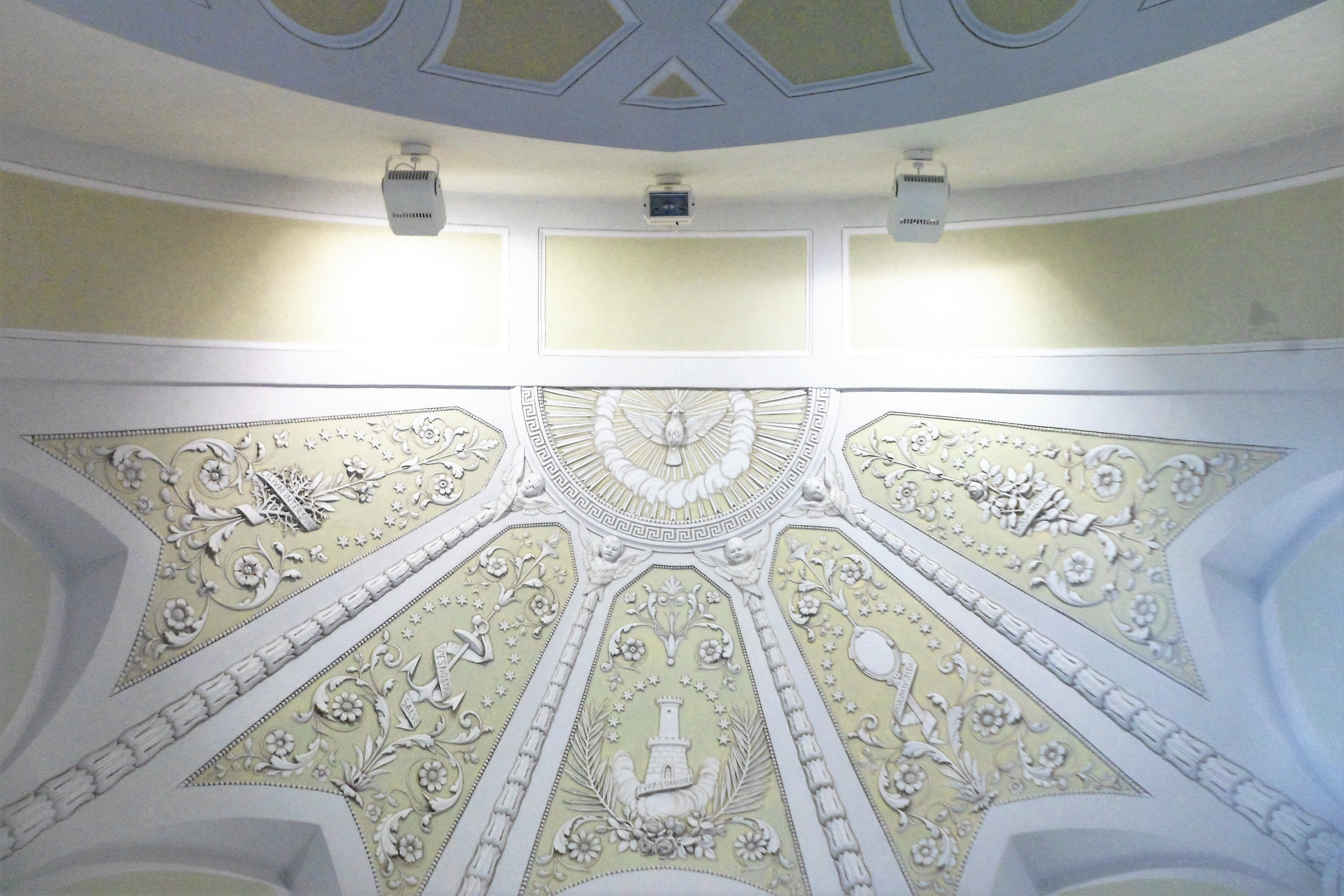
Dettaglio della cupola del santuario di Santa Maria a Castello

Gli ambienti dell'eremo sono decorati con elementi sia geometrici che floreali e sul soffitto, dentro cornici ovali, sono rappresentati dei paesaggi.
La cupola dell'abside presenta alla sommità un decoro con la forma di semicerchio realizzato in gesso in cui è rappresentata una colomba circondata dalla luce divina e dietro a cui si staglia il triangolo simbolo della Trinità Divina da qui si dipartono cinque ettagoni irregolari in cui sono rappresentati diversi elementi (da sinistra verso destra):
- un mazzo di spine stretto da una fascia recante la scritta "lilium inter spinas" (come giglio fra le spine) ed è riferito alla Madonna
- un'ancora con una fascia recante la scritta "spes nostra salve" che rappresenta una delle quattro antifone mariane, il Salve Regina
- un castello con una fascia recante la scritta "Turris davidica", litania lauretana che richiama l'invocazione alla Vergine
- uno specchio che rappresenta la purezza e la castità della Vergine
- una rosa con una fascia con la scritta "Rosa Mystica", simbolo dell'Immacolata Concezione

## Gli affreschi

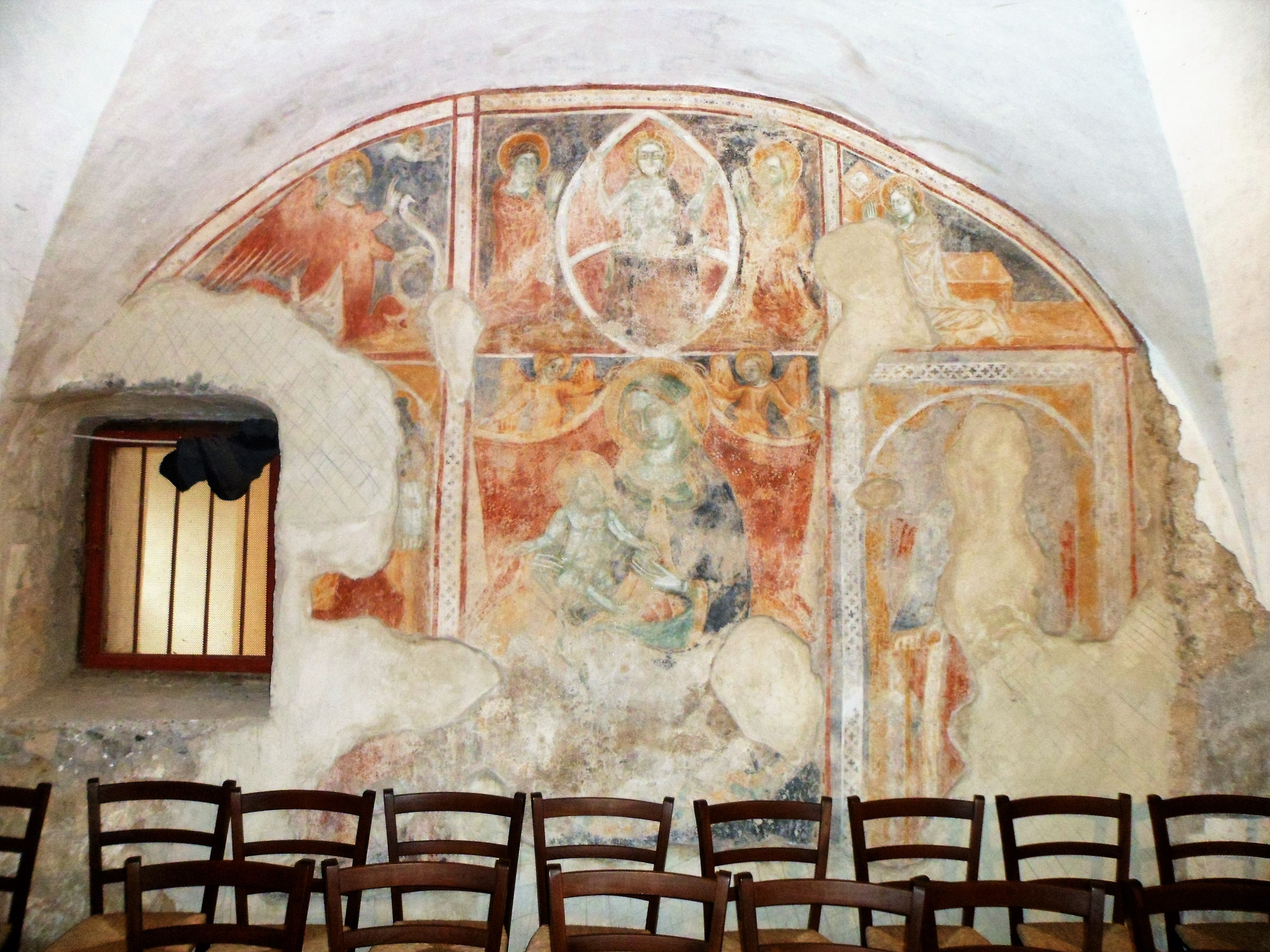
Parete ricoperta di affreschi all'interno della cappella sottostante al santuario

All'interno della cappella si trovano numerosi affreschi in stile medievale molti dei quali ancora in ottime condizioni mentre altri sono rovinati.

Dietro l'altare della cappella si possono vedere due affreschi. Il primo, datato 1648, raffigura San Nicola di Bari in abiti pontificali accompagnato da un solo fanciullo con in mano un calice (solitamente nelle rappresentazioni il Santo è accompagnato da tre fanciulli). L'effigie è contornata da una cornice di gesso lavorato in stile barocco.

Alla sinistra dell'effigie di San Nicola di Bari si trova un altro affresco rappresentante Santa Barbara la quale in mano tiene una saetta collegata alla ruota simbolo del martirio.
In tutto il resto della cappella si notano altri affreschi facenti parte dei tre cicli della vita di Cristo: alla destra dell'altare viene rappresentata l'incarnazione e la nascita di Gesù, su di un altro pannello si trovano la passione e la morte e sul soffitto il ritorno di Cristo. Sulla parete rivolta a nord-ovest non vi sono affreschi a causa dell'umidità.

I dipinti sono attribuiti a autori diversi e quelli presenti nella seconda cappella risalgono al XIII secolo mentre quelli presenti nella prima cappella sono del IX secolo. 
Su una delle pareti doveva trovarsi un dipinto ormai scomparso, per via dell'ampliamento della parte antica della cappella, il quale mostrava San Guglielmo da Vercelli di fianco ad un lupo. Per via di questo affresco sembra sia nata la Leggenda del lupo che racconta come nacque il santuario.

## Altre leggende

### La leggenda della campana

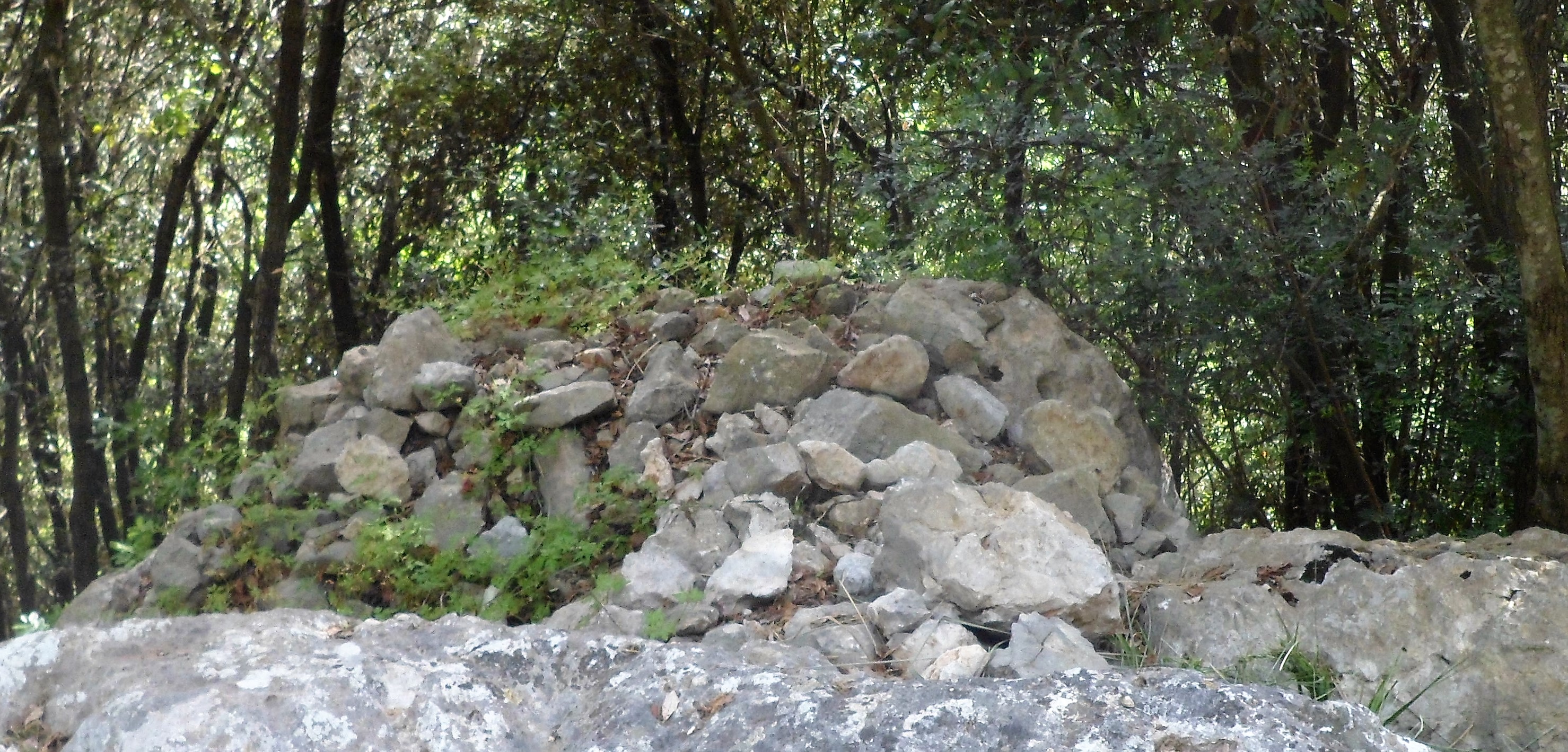
Sasso del Diavolo

Un'altra leggenda riguardante il santuario è quella che parla della sua campana e i due protagonisti sono la Madonna e il diavolo.

Si narra, infatti, che il diavolo stesso fosse salito sul campanile del santuario per rubare la campana che ogni giorno rintoccava per ricordare ai fedeli di pregare. Durante la fuga con la campana, la Madonna lo fermò su di un masso e lo sconfisse. Nel riportare la campana al suo posto, la Madonna si soffermò a riposare su di un sasso poco distante dove ancora oggi sono ben visibili la circonferenza della campana e l'impronta della seduta della Madonna. Quando i fedeli passano di lì si avvicinano al sasso della Madonna (il luogo dove si era fermata la Madonna) per fare una carezza.

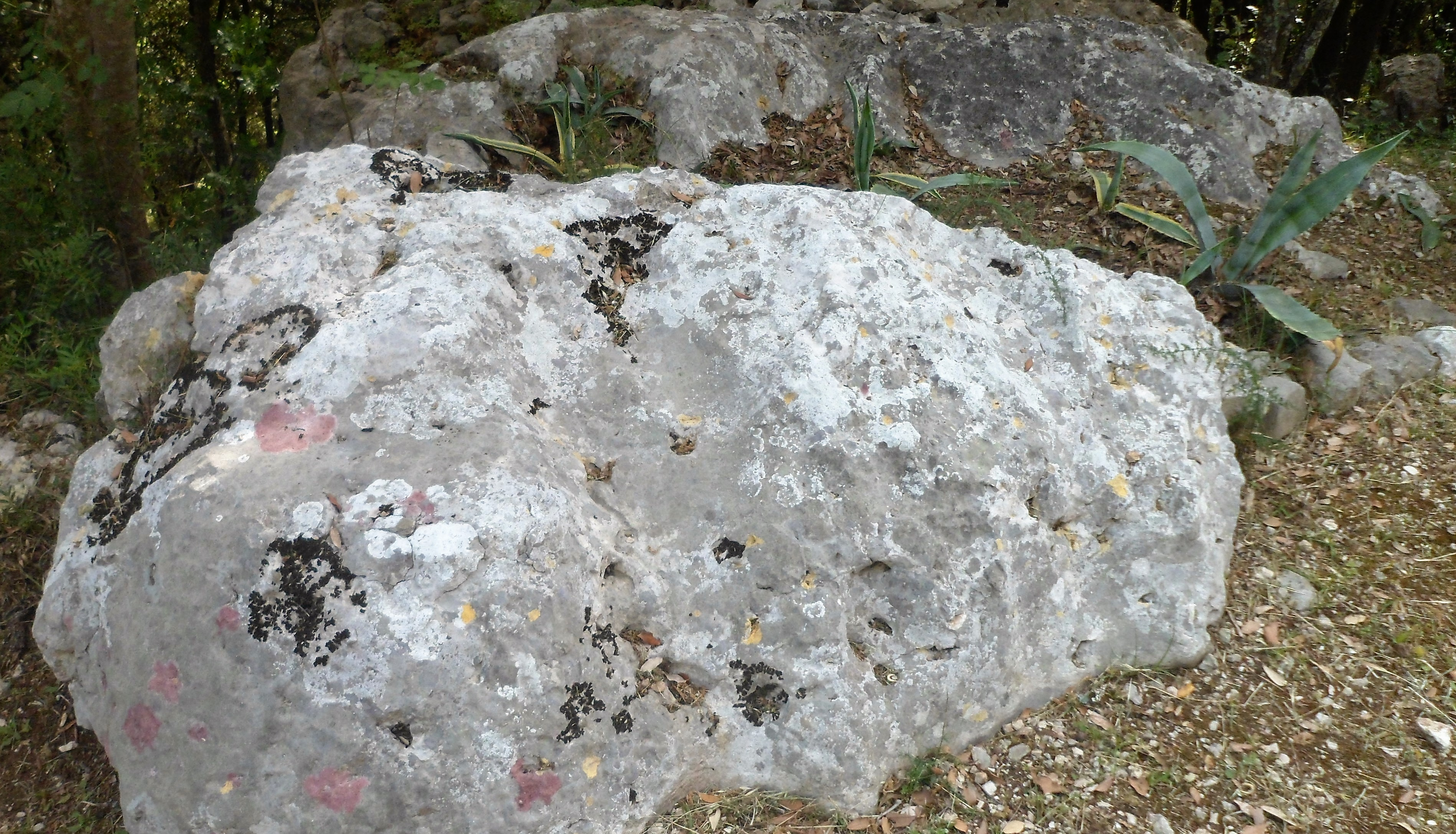
Sasso della Madonna

Poco lontano, un altro sasso ricoperto da pietre viene chiamato sasso del diavolo ed è ritenuto il sasso sul quale si fermò il diavolo. Quando qualcuno passa vicino a questa roccia lancia una pietra in ricordo di questa leggenda.

### L'orfana e l'incoronata
Questa leggenda è stata creata dalla popolazione per raccontare e giustificare l'occasione dell'incoronazione della statua della Madonna presente nell'eremo.

Si narra, infatti, di una ragazza chiamata Gigetta, che aveva perso il padre e lavorava per una famiglia ricca. Nei mesi di luglio e agosto, alla sera, si recava alla chiesa dello Spirito Santo per pregare la Madonna e portarle un mazzo di fiori.

Una sera, la ragazza tornò, come consuetudine, alla chiesa dov'era esposta la statua per raccontare il sogno che aveva fatto la sera prima chiedendole di avverarlo. La Madonna le era apparsa come rappresentata e sul capo portava una corona d'oro decorata con gemme e rubini.

Dieci anni dopo quella notte, il 1º agosto del 1907, tutti gli abitanti si riunirono in un campo dove un uomo in abiti pontificali incoronò l'Immagine..

## Ex voto

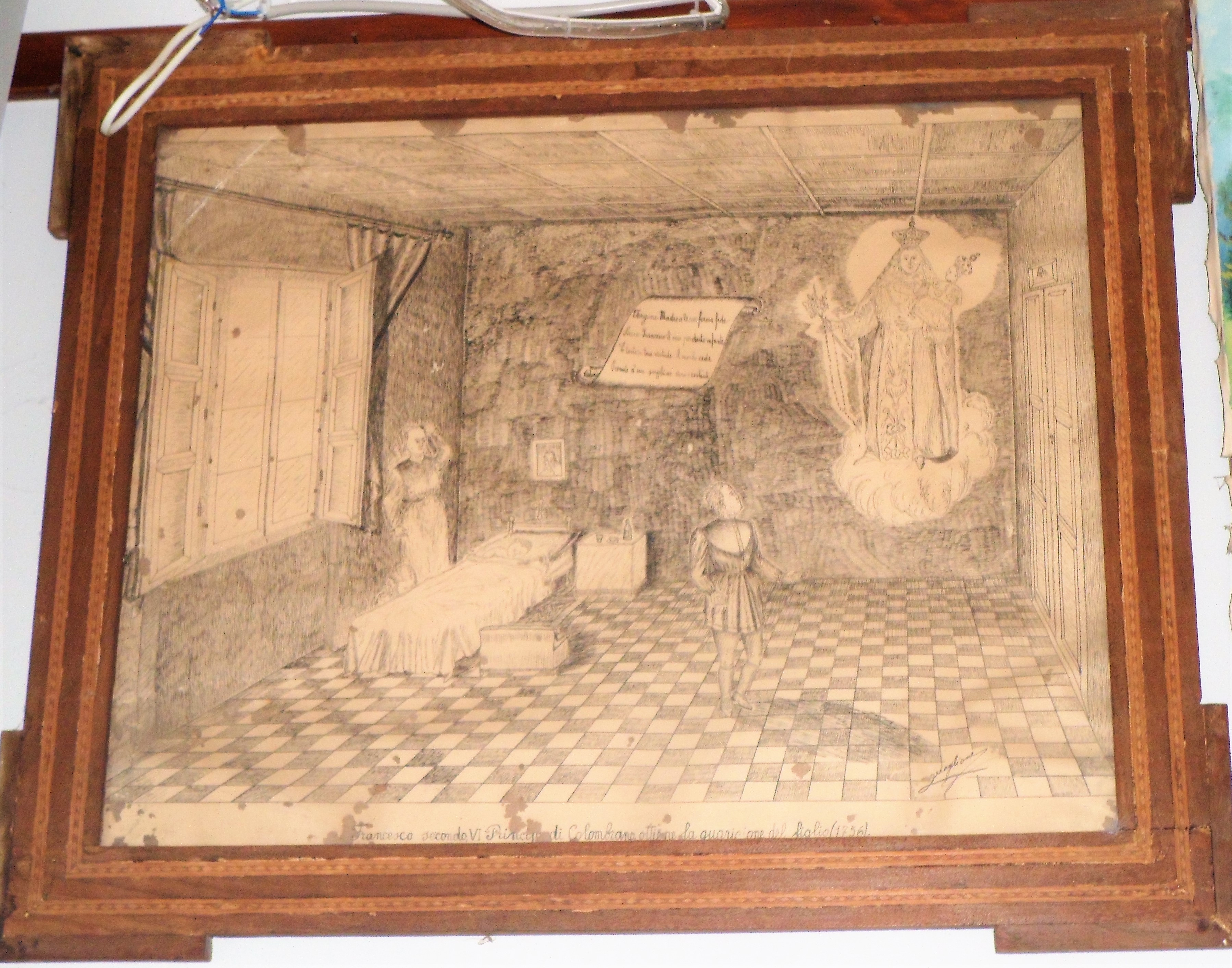
Miracolo riguardante la guarigione del figlio di Francesco II Carafa

Molti miracoli vengono attribuiti alla Madonna del Castello e una stanza dell'eremo è adibita all'esposizione degli ex voto e dei quadri votivi, rappresentanti ciò che avrebbe fatto la Vergine per gli abitanti di Formicola.

Il più antico rappresenta la guarigione del figlio di Francesco II Carafa, principe di Colubrano, avvenuta nel 1756.

Altri miracoli che vengono attribuiti alla Madonna sono:
- il ragazzo guarito dalla poliomielite.
- un uomo che nel 1944 fu travolto da un camion di soldati americani rimanendo illeso.
- nel 1945 un bambino di tre anni, che non camminava, si alzò ed iniziò a camminare.
- una bambina malata terminale guarì nel 1953.
- una ragazza, nel 1959, cadde dal balcone del secondo piano ma rimase illesa.
- nel 1979 una ragazza, tornando a casa dal lavoro, cadde battendo la testa contro un masso ma si rialzò senza aver riportato danni.
- nel 1985 un bambino di cinque anni cadde dall'Ape guidata dal padre e finì sotto le ruote del mezzo senza però riportare danno.
- un bambino guarito da un trauma cranico nel 1995.
- tre persone e un bambino ancora in grembo rimasero coinvolte in un incidente stradale in Ontario e si salvarono nel 2006.

Alcuni dei quadri più antichi:

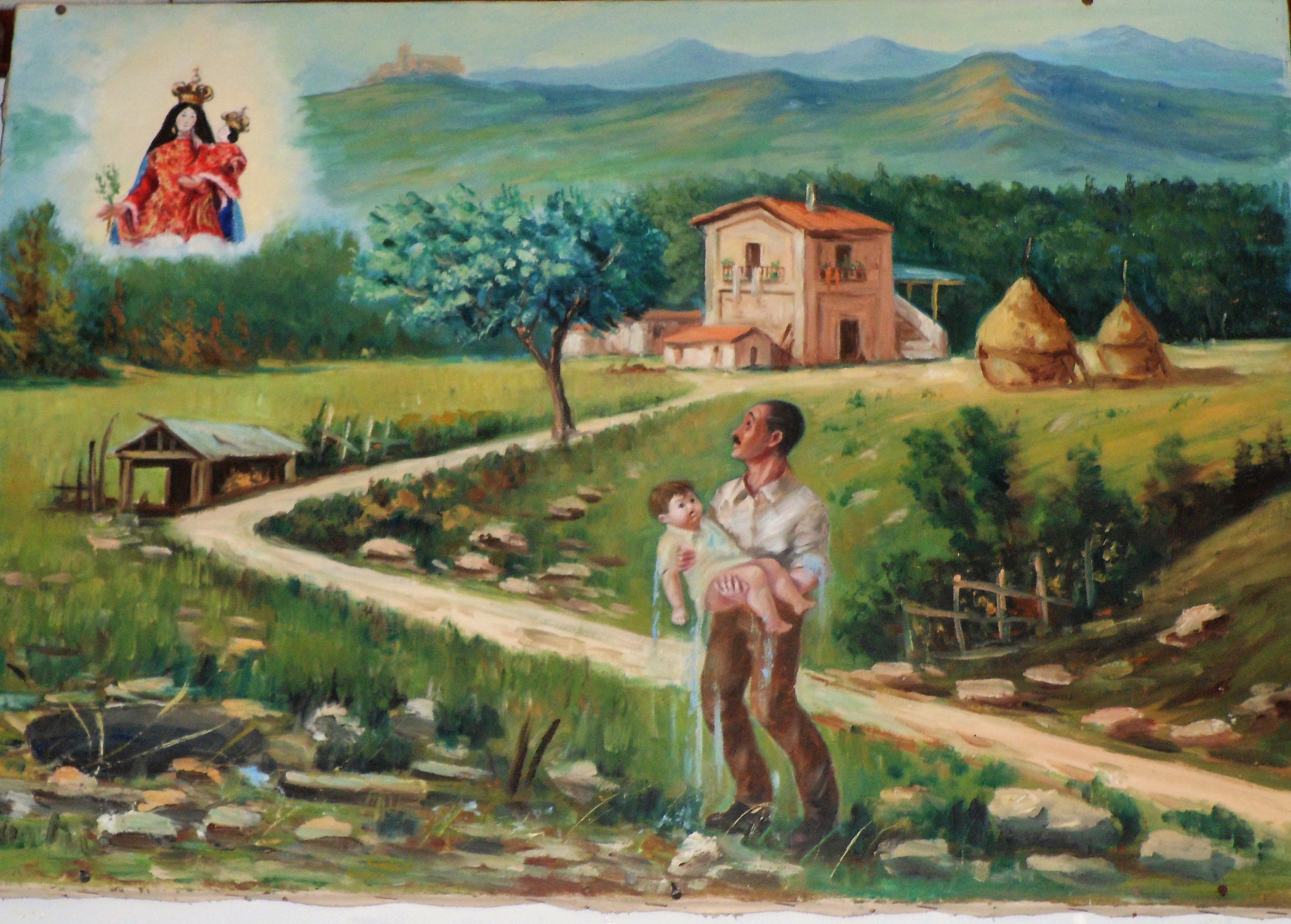
Quadro rappresentante il miracolo fatto ad un bambino caduto nel pozzo
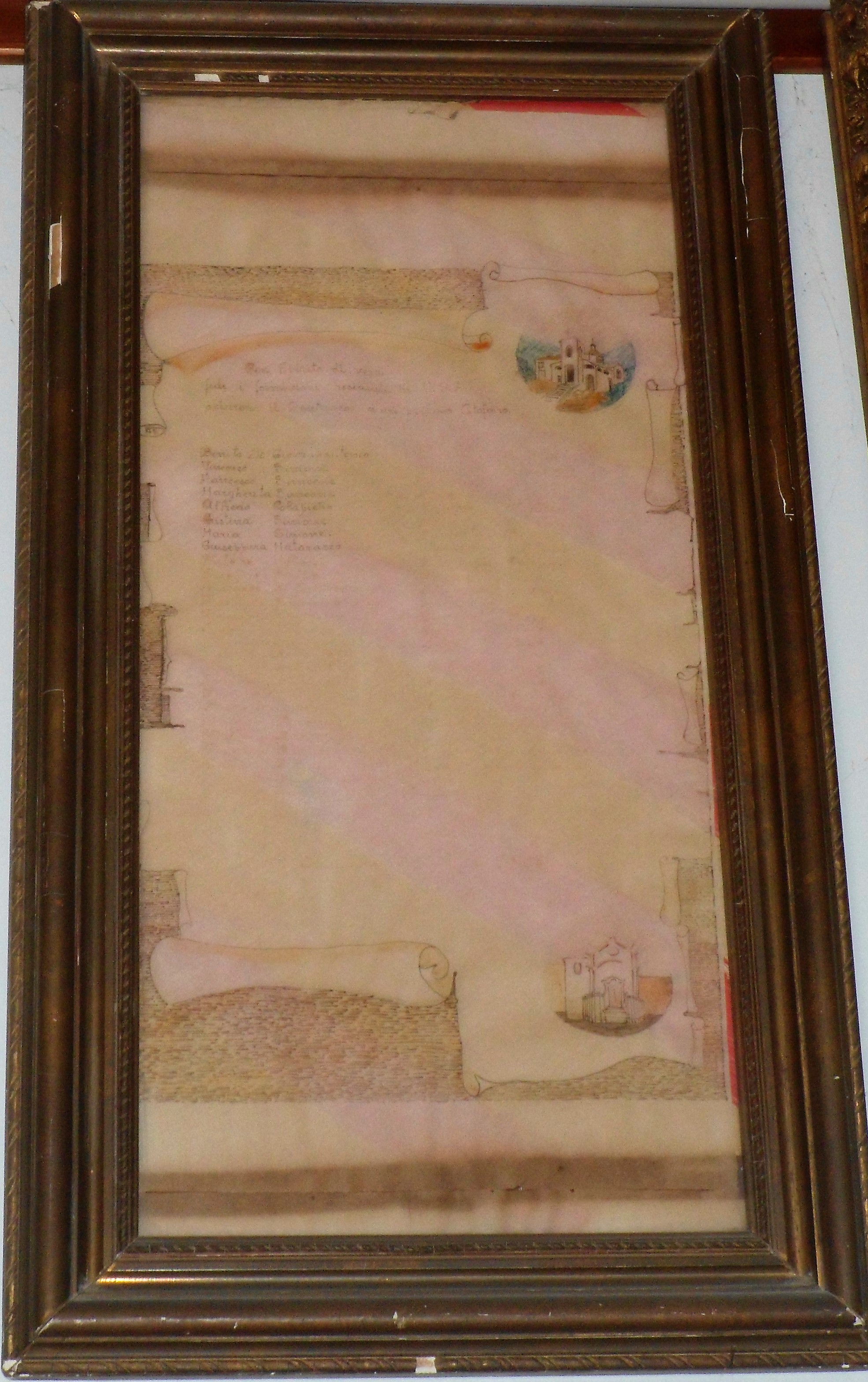
Pergamena che riporta nomi di persone che hanno ricevuto un miracolo
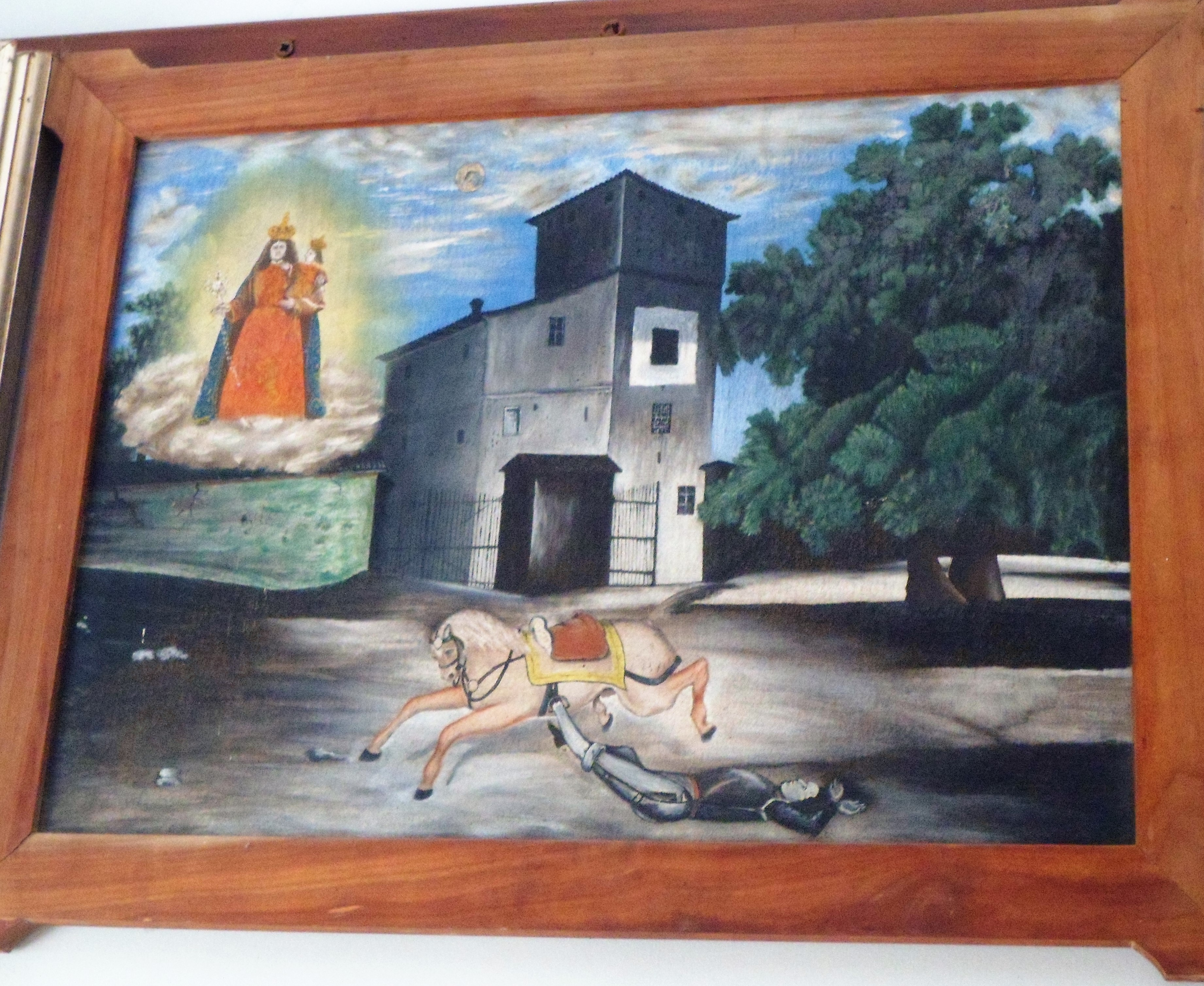
Quadro rappresentante il miracolo fatto ad un uomo caduto da cavallo
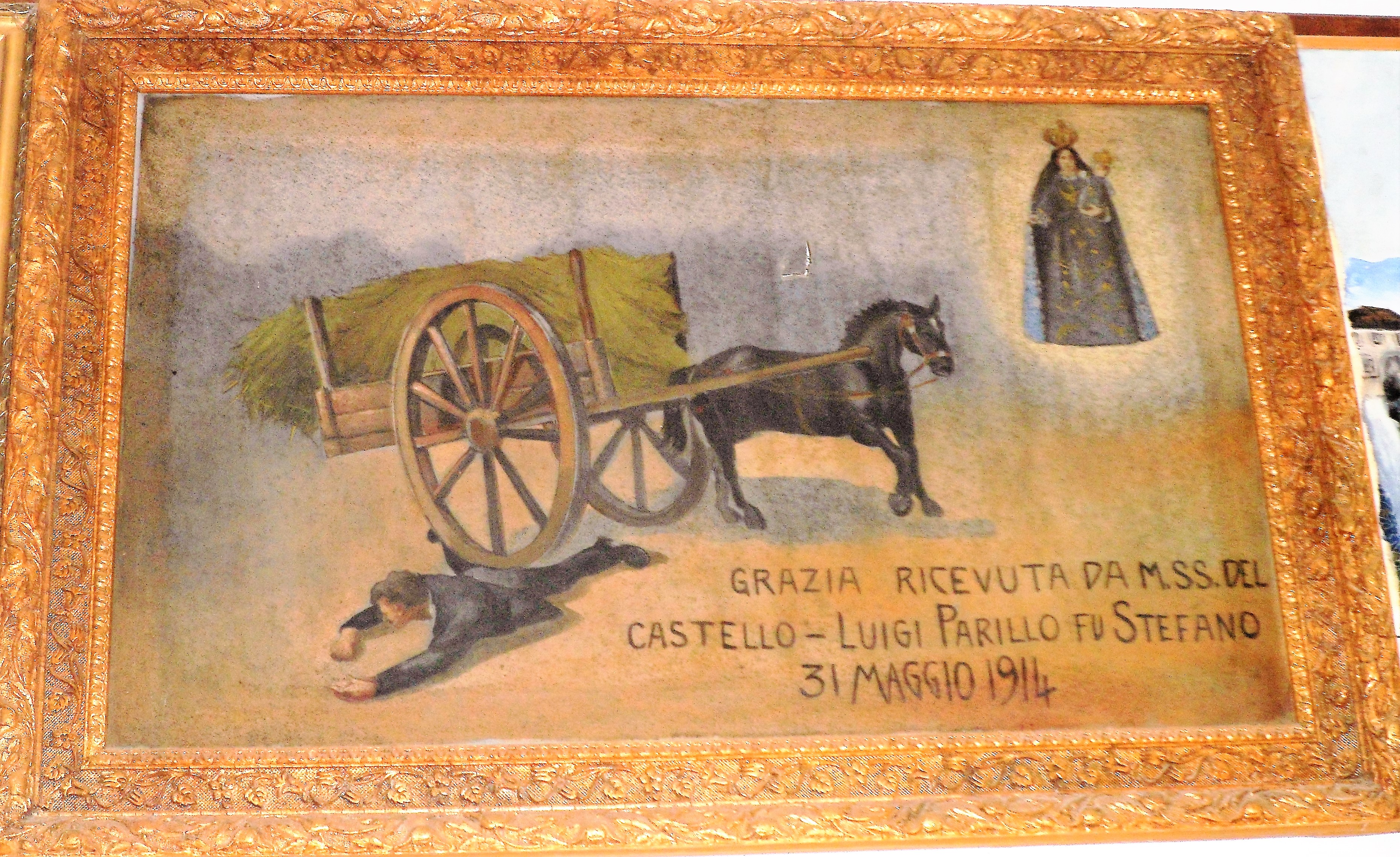
Quadro rappresentante il miracolo fatto a Luigi Parillo

## Feste
Nel mese di agosto avvengono i festeggiamenti in onore della Madonna chiamati dalla popolazione “la festa 'e Santa Maria 'o Ponte”, perché venivano svolti in una chiesa in prossimità di un ponte levatoio detta Chiesa di Santa Maria del Ponte. Questa tradizione resiste dall'arrivo dei Verginiani, ovvero circa sette secoli, poiché ne è documentata l'esistenza in un atto notarile datato 28 febbraio 1400.

I festeggiamenti sono suddivisi in questo modo:
- il 2 luglio ha luogo la processione della discesa della statua di Maria SS. Del Castello dal Santuario alla Chiesa dello Spirito Santo di Formicola dove resta esposta al culto. Prima della ricostruzione di questa chiesa si svolgeva nella Chiesa di Santa Maria del Ponte
- la prima domenica di agosto ha luogo la festa paesana
- il 15 agosto ha luogo la processione di ritorno della statua di Maria SS. Del Castello al Santuario

Nel 2007 si sono svolti i festeggiamenti per il centenario dell'incoronazione dell'Immagine della Madonna.

## Santa Maria a Castello in Pennsylvania
Molti cittadini di Formicola emigrarono e nel 1884 approdarono in Pennsylvania. Vissero alcuni anni a Rankin, nella periferia di Pittsburgh e trovarono lavoro in una piccola azienda. Poco dopo si stabilizzarono a Swissvale e vi trovarono altri gruppi di emigrati italiani provenienti da altre regioni.

In seguito molte altre famiglie italiane emigrate si spostarono a Swissvale e nacque il bisogno di costruire una chiesa a loro dedicata. L'arcivescovo di Pittsburgh diede l'autorizzazione per la costruzione di una chiesa e affidò il progetto ad un prete di origini italiane, Vincenzo Giovannitti.

Per scegliere il nome della nuova chiesa fu eseguito un sorteggio a tre riprese dove ogni gruppo di italiani proponeva il nome della parrocchia d'origine. Per tre volte venne estratto il nome di Santa Maria a Castello.

La nuova chiesa, Madonna del Castello Church, venne inaugurata nella cittadina di Swissvale la prima domenica di agosto del 1923 (5 agosto 1923).

L'abside era l'esatta riproduzione di quella presente nel Santuario della Madonna del Castello.